# Friaucourt
Friaucourt település Franciaországban, Somme megyében. Lakosainak száma 692 fő (2022. január 1.). Friaucourt Woignarue, Allenay, Ault és Saint-Quentin-la-Motte-Croix-au-Bailly községekkel határos.

## Oktatás
A városban két általános iskola és egy óvoda működik, amelyben a 2017-es tanév elején 94 hallgató vett részt. Nappali ellátás és az iskolai menza teljesíti a szolgáltatást.

## Népesség
A település népességének változása:
| Lakosok száma | 786  | 802  | 785  | 742  | 712  | 703  | 697  | 688  | 692  |
|               | 2013 | 2015 | 2016 | 2017 | 2018 | 2019 | 2020 | 2021 | 2022 |